# 4643 Cisneros
4643 Cisneros је астероид главног астероидног појаса чија средња удаљеност од Сунца износи 2,363 астрономских јединица (АЈ).
Апсолутна магнитуда астероида је 13,5.